# 平壌新聞
平壌新聞（ピョンヤンしんぶん）は、1957年6月1日に金日成によって創刊された朝鮮民主主義人民共和国の平壌地域の日刊新聞である。

## 概要
番組表（ラテ欄）や広告、海外ニュース、スポーツニュースなど労働新聞などとは違い娯楽性を重視した紙面が特徴的で、平壌市民に高い人気があると言う。
イントラネットでホームページも開設している。
なお、「The Pyongyang Times」とは別の新聞である。